# Vital Anken
Vital Anken (* 12. Februar 1992 in Romanel-sur-Morges) ist ein ehemaliger Schweizer Skispringer.

## Werdegang
Anken begann im Alter von 10 Jahren im Jahr 2002 mit dem Skispringen, nachdem sein Landsmann Simon Ammann bei den Olympischen Winterspielen 2002 in Salt Lake City zweimal Gold gewonnen hatte. Zuvor hatte er alpine Skiwettbewerbe bestritten. Vier Jahre später startete er erstmals bei internationalen FIS-Springen im deutschen Schonach im Schwarzwald. Im Oktober 2006 startete er erstmals im FIS-Cup und beendete beide Springen in Einsiedeln innerhalb der Punkteränge.
Bei den Schweizer Meisterschaften im Skispringen 2007 in Kandersteg gewann Anken mit der Staffel die Bronzemedaille. Im Dezember 2007 kam Anken in Engelberg erstmals im Skisprung-Continental-Cup zum Einsatz. Dabei blieb er jedoch in beiden Springen ohne Punkterfolg. Bei den Schweizer Meisterschaften im Skispringen 2008 in Einsiedeln gewann er im Teamwettbewerb mit der Staffel Romand 1, zu der auch Rémi Français, Guillaume Berney und Antoine Guignard gehörten, seine erste Silbermedaille. Nach weiteren durchwachsenen Starts bei Junioren-Springen startete Anken bei den Junioren-Weltmeisterschaften 2009 in Štrbské Pleso. Nach einem schwachen 45. Platz im Einzelspringen folgte ein 11. Platz mit der Mannschaft beim Teamspringen. Nachdem ihm in der Folge weiter keine grösseren Erfolge gelungen waren, blieb er das folgende Jahr komplett in den unteren Serien Alpen- und FIS-Cup.
Bei den Junioren-Weltmeisterschaften 2010 in Hinterzarten kam Anken erneut nicht auf Top-Platzierungen. Im Einzelspringen reichte es für ihn nur zu Rang 46. Im Teamspringen lag er mit der Mannschaft nach dem Wettbewerb auf Rang zehn. 2010 gewann Anken zum zweiten Mal in Folge die Junioren-Wertung des Schweizer Skisprungpokals Helvetia Nordic Trophy. Im Oktober 2010 sicherte er sich mit Rang zwei in Einsiedeln sein erstes FIS-Cup-Podium.
Bei den Schweizer Meisterschaften im Skispringen 2010 in Einsiedeln gewann er im Teamwettbewerb gemeinsam mit Rémi Français, Guillaume Berney und Killian Peier die Silbermedaille.
Zu Beginn der Saison 2010/11 kam Anken in Rovaniemi und Vikersund noch einmal im Continental Cup zum Einsatz, verpasste aber die Punkteränge deutlich. 2011 wurde Anken Schweizer Juniorenmeister im Skispringen. Nachdem er jedoch auch weiter keine Top-Platzierungen in Alpen-, FIS- und Continental Cup erreicht hatte, beendete er nach der Saison 2011/12 offiziell seine aktive Skisprungkarriere.
2011 schloss Anken seine Schullaufbahn an der Stiftsschule Einsiedeln mit der Matura ab. Sein Bruder Olivier Anken war ebenfalls als Skispringer aktiv.

## Statistik

### Schanzenrekorde
| Ort     | Land    | Weite             | aufgestellt am  | Rekord bis         |
| ------- | ------- | ----------------- | --------------- | ------------------ |
| Marbach | Schweiz | 51,0 m (HS: 52 m) | 5. Februar 2006 | 12. September 2020 |